# Ле-Бур-д’Уазан
Ле-Бур-д'Уазан (фр. Le Bourg-d'Oisans) — коммуна во Франции, находится в регионе Рона — Альпы. Департамент коммуны — Изер. Входит в состав кантона Ле-Бур-д'Уазан. Округ коммуны — Гренобль.
Код INSEE коммуны — 38052. Население коммуны на 2007 год составляло 3412 человек. Населённый пункт находится на высоте от 701 до  метров над уровнем моря. Муниципалитет расположен на расстоянии около 510 км юго-восточнее Парижа, 125 км юго-восточнее Лиона, 28 км юго-восточнее Гренобля. Мэр коммуны — André Salveti, мандат действует на протяжении 2008—2015 гг.
Динамика населения (INSEE):